# Боссонг, Нора
Нора Боссонг (нем. Nora Bossong; p. 9 января 1982, Бремен) — немецкая писательница и поэтесса. Живёт в Берлине.

## Жизнь и литературная деятельность
Родилась в 1982 году в Бремене, и выросла там и в Гамбурге. Изучала писательское ремесло в Немецком литературном институте Лейпцига. Кроме того, изучала искусствоведение, философию и компаративистику в Университете имени Гумбольдта, в Потсдамском университете и в Университете «Ла Сапьенца».
Её дебютный роман Gegend вышел в свет в 2006 году, награждённый премией Вольфганга Вейрауха. В 2012 году её сборник стихов Sommer vor den Mauern получил премию Петера Хухеля. В зимнем семестре 2018/2019 была лектором по поэтике в Университете прикладных наук Висбадена. Её роман Schutzzone o геноциде в Бурунди был номинирован на Немецкую книжную премию в 2019 году. В 2020 году выиграла знаменитую премию Жозефа Брейтбаха и премию Томаса Манна.
Боссонг публикует статьи в различных газетах и журналах, в том числе в Frankfurter Allgemeine Zeitung, taz и Die Zeit. Является членом ПЕН-клуба Германии.